# Скаллион, Лео
Ле́о Ска́ллион (англ. Leo Scullion; род. 10 апреля 1958, Глазго) — шотландский снукерный рефери.

## Биография и карьера
До того, как стать рефери, Скаллион 20 лет проработал в местной полиции. В 1999 году Лео получил статус профессионального рефери и был принят в PRA. В 2008 году, на турнире Гран-при он впервые судил «поздние» стадии телевизионных игр (в частности, полуфинальный матч между Али Картером и Райаном Дэем). Ещё через два года Скаллион дебютировал на чемпионате мира, а в марте 2012 судил свой первый финал рейтингового турнира (World Open).
Лео Скаллион — всего лишь второй профессиональный рефери из Шотландии после Микаэлы Табб.
Скаллион играет в снукер на любительском уровне, его лучший брейк — 93 очка.